# Apolo Ohno
Apolo Anton Ohno, född 22 maj 1982 i Federal Way, är en amerikansk short track-åkare. Han har åtta olympiska medaljer, och är den amerikan som vunnit flest vinter-OS-medaljer.